# テルマ・コイン・ロング
テルマ・コイン・ロング（Thelma Coyne Long, 1918年10月14日 - 2015年4月13日）は、オーストラリア・シドニー市出身の女子テニス選手。1936年から1958年まで22年間の長きにわたり、全豪選手権でトップレベルを維持し、全豪選手権で通算「18勝」（女子シングルス2勝+女子ダブルス12勝+混合ダブルス4勝＝総計18勝）を記録した名選手である。全仏選手権でも1956年に混合ダブルス優勝があり、キャリア通算で19個のグランドスラム・タイトルを獲得した。とりわけ、全豪選手権の女子ダブルスでナンシー・ウィン・ボルトンと組んで傑出した成績を挙げ、彼女とのペアで「12大会」連続決勝進出の記録を残している。フルネームは Thelma Dorothy Coyne Long （テルマ・ドロシー・コイン・ロング）という。旧姓「テルマ・コイン」（Thelma Coyne）という名前であったが、戦時中に結婚して「テルマ・コイン・ロング」と2つの姓を名乗った。夫の姓だけで「テルマ・ロング」（Thelma Long）と呼ばれることも多い。

## 来歴
テルマ・コインは1936年、18歳の時にナンシー・ウィンとペアを組んで全豪選手権の女子ダブルスに初優勝を果たし、以後1940年まで5連覇を達成した。1938年、コインはウィンと一緒に初めて海外の4大大会に遠征したが、全仏選手権は2回戦敗退、ウィンブルドン選手権と全米選手権は3回戦敗退で止まった。1940年、コインは初めて全豪選手権の女子シングルス決勝に進出したが、ダブルス・パートナーのウィンに 7-5, 4-6, 0-6 の逆転で敗れて準優勝に終わった。しかし、前年の1939年に勃発した第2次世界大戦の影響で、全米選手権を除くテニス4大大会が開催中止を余儀なくされる。コインは戦時中、「オーストラリア女子陸軍」（Australian Women's Army Service, AWAS）に従軍した。
1945年に第2次世界大戦が終結し、翌1946年からテニス4大大会も再開された。終戦直後の全豪選手権で、テルマ・コイン・ロングとナンシー・ウィン・ボルトンは女子ダブルス決勝でまさかの不覚を取り、ジョイス・フィッチ&メアリー・ベビスの組に 7-9, 4-6 で敗れてしまった。戦後の全豪選手権記録では、彼女は既婚選手として「テルマ・コイン・ロング」（または、テルマ・ロング）の名前で掲載されている。テルマ・ロングとナンシー・ボルトンの女子ダブルスは1946年から1952年まで7年連続で決勝に進み、1947年から1949年に再び3連覇を達成したが、1950年の決勝ではアメリカペアのルイーズ・ブラフ&ドリス・ハート組に 3-6, 6-2, 3-6 で敗れたこともあった。第2次世界大戦による5年間の中断をはさんで、ロングとボルトンのペアは「12大会連続」で女子ダブルス決勝に進出した。1951年の全豪選手権で、ロングはジョージ・ワーシントンと組んで混合ダブルス部門に初優勝を飾った。当時の全豪選手権では、男子ダブルスでもエイドリアン・クイスト&ジョン・ブロムウィッチ組がペア8連覇を達成し（クイストは男子ダブルス10連覇）、クイスト&ブロムウィッチ組とロング&ボルトン組はオーストラリアでダブルスの牙城のような強さを誇った。
テルマ・コイン・ロングはシングルスではなかなか運に恵まれず、1951年の全豪選手権では11年ぶり2度目の決勝戦でボルトンに 1-6, 5-7 に敗れ、2度目の準優勝になる。この年、彼女は全仏選手権の混合ダブルス部門でメルビン・ローズとペアを組んだ準優勝があった。1952年、ロングはようやく女子シングルス決勝でヘレン・アングウィンを 6-2, 6-3 のストレートで破り、33歳にして宿願の初優勝を飾った。この年はウィンブルドン選手権と全米選手権の混合ダブルス部門で準優勝を記録し、ウィンブルドンではエンリケ・モレア（アルゼンチン）、全米選手権ではルー・ホードとペアを組んだ。1952年のシーズンを最後に、長年のダブルス・パートナーであったナンシー・ウィン・ボルトンが現役を引退する。ロングはボルトンの引退後、1954年から1956年まで3年連続で全豪選手権の女子シングルス決勝に進出し、1954年の女子決勝ではジェニファー・ステーリー（ルー・ホードの妻になった人）を 6-3, 6-4 で破り、2年ぶり2度目の優勝を果たした。しかし、1955年の決勝ではベリル・ペンローズ、1956年はメアリー・カーターに敗れている。これでテルマ・ロングの全豪選手権女子シングルス決勝の成績は「2勝4敗」で終わった。
1956年、テルマ・コイン・ロングは全豪選手権以外の4大大会で初タイトルを獲得し、5年ぶり2度目の進出となった全仏選手権の混合ダブルス決勝でルイス・アヤラ（チリ）とペアを組んで優勝した。ボルトンの引退後、ロングの女子ダブルスのパートナーはメアリー・ベヴィス・ホートンに変わり、このコンビで1956年と1958年に全豪選手権女子ダブルスで2勝を挙げた。これでロングの全豪女子ダブルス優勝は、ボルトンと組んだ10勝とホートンとの2勝を合わせて「12勝」となった。ロングとホートンの組は、1957年のウィンブルドン選手権で女子ダブルス準優勝もある。ロングにとって、ウィンブルドンは1952年の混合ダブルス決勝以来5年ぶりの舞台だったが、決勝でアリシア・ギブソン&ダーリーン・ハード（ともにアメリカ）組に 1-6, 2-6 で完敗した。テルマ・コイン・ロングは1959年までオーストラリア・テニス界にとどまり、息の長い戦績を残した。
2000年8月30日、テルマ・コイン・ロングは「オーストラリアン・スポーツ・メダル」を授与され、2002年に「オーストラリア・テニス殿堂」入りも果たした。第2次世界大戦中に「オーストラリア女子陸軍」に勤務したことから、ロングは「オーストラリア女子陸軍協会」（Australian Women's Army Association）の生涯会員も務めている。2004年に全豪オープン100周年記念出版物として刊行された『Our Open - 100 years of Australia's Grand Slam』（我らのオープン-オーストラリア・グランドスラムの100年史）で、ロングは12名の寄稿者の1人に選ばれ、自らの現役選手時代の貴重な記憶を語った。ライバルのナンシー・ウィン・ボルトンは2001年11月9日に85歳で亡くなったが、ロングは90歳代を迎えても健在な姿を見せ続けていたが2015年4月13日に96歳で死去した。
テルマ・コイン・ロングは2013年に国際テニス殿堂入りを果たした。

## 4大大会成績
- 全豪選手権
  - 女子シングルス：2勝（1952年・1954年） ［準優勝4度：1940年 → 1951年・1955年・1956年］
  - 女子ダブルス：12勝（1936年-1940年 → 1947年-1949年・1951年・1952年/1956年・1958年） ［準優勝2度：1946年、1952年］
  - 混合ダブルス：4勝（1951年・1952年・1954年・1955年） ［準優勝1度：1948年］
- 全仏選手権 混合ダブルス優勝：1956年、同部門準優勝：1951年
- ウィンブルドン選手権 女子ダブルス準優勝：1957年/混合ダブルス準優勝：1952年
- 全米選手権 混合ダブルス準優勝：1952年